# Чивецца

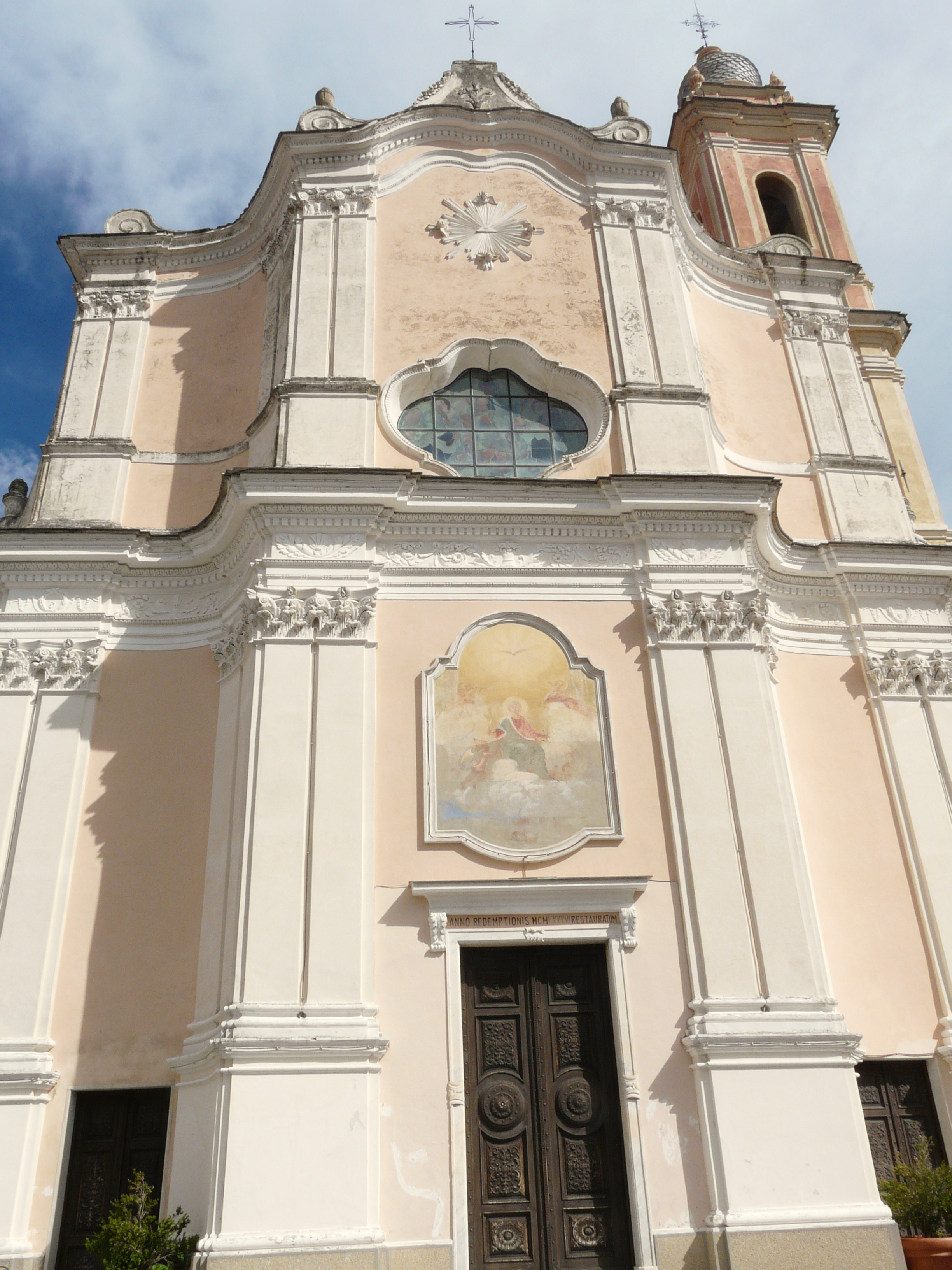
Приходской храм св. апостола и евангелиста Марка

Чивецца (итал. Civezza) — коммуна в Италии, располагается в регионе Лигурия, в провинции Империя.
Население составляет 594 человека (2008 г.), плотность населения составляет 155 чел./км². Занимает площадь 4 км². Почтовый индекс — 18017. Телефонный код — 0183.
Покровителем коммуны почитается святой апостол и евангелист Марк, празднование 25 апреля.

## Демография
Динамика населения:

## Администрация коммуны
- Официальный сайт: http://www.comune.civezza.im.it